# Elousa minor
Elousa minor là một loài bướm đêm trong họ Erebidae.